# 5月11日
5月11日是阳历年的第131天（闰年是132天），离一年的结束还有234天。

## 大事记

### 19世紀以前
- 330年：羅馬帝國皇帝君士坦丁大帝將拜占庭正式定為新首都君士坦丁堡，東羅馬帝國建立。
- 868年：大乘佛教重要經典《金剛經》印刷本首次在中國翻印，是世界上最古老的印刷品之一。
- 1507年：法国吞并意大利的热那亚。
- 1745年：法國元帥薩克斯率領法軍在豐特努瓦戰役取勝，取得低地戰場的掌控權。
- 1792年：美国船长格雷率领哥伦比亚号帆船首次进入北美太平洋水系最大流量的河流哥倫比亞河。

### 19世紀
- 1812年：英国商人约翰·贝林罕在下议院击毙首相史宾赛·珀西瓦尔，为唯一一位遭暗杀身亡的英国首相。
- 1824年：英國軍隊占领缅甸仰光。
- 1858年：明尼蘇達領地東半部成立明尼蘇達州，成為繼加利福尼亞州後的美國第32個州份。
- 1860年：意大利統一：千人遠征團登陸西西里島。
- 1867年：卢森堡正式确认独立。
- 1891年：大津事件：俄羅斯帝國皇太子尼古拉在日本訪問時遭巡查津田三藏持配劍刺殺未遂，令日本政府陷入維護憲法威信和與俄外交關係間之兩難。
- 1894年：4,000名普爾曼公司（英语：Pullman Company）工人不滿薪資調降而罷工，造成芝加哥以西的美國鐵路運輸關閉。

### 20世紀
- 1939年：《黄河大合唱》首次演唱。
- 1939年：大日本帝國與滿洲國聯軍於諾門罕和蘇聯、蒙古人民共和國聯軍交戰，諾門罕戰役爆發。
- 1949年：以色列加入联合国。
- 1949年：暹羅正式将国名更名为泰国，“泰”字取自于该国主体民族泰族，为“自由”之义。
- 1960年：以色列情报及特殊使命局在阿根廷布宜诺斯艾利斯秘密抓捕前纳粹德国军官阿道夫·艾希曼。
- 1970年：松浦輝男及植村直己登上珠穆朗瑪峰，是首度登上珠穆朗瑪峰的日本人。
- 1978年：中共《光明日报》发表文章《实践是检验真理的唯一标准》，对华国锋的两个凡是理论进行抨击，真理标准大讨论开始。
- 1981年：英國作曲家安德魯·洛伊·韋伯所創作的音樂劇《貓》於新倫敦劇院首演。
- 1985年：英国巴拉福特球場發生大火，五十多名球迷在觀眾席被燒死，由於看台是用木製造的，火勢迅速蔓延，很多球迷被困，看台頂部大火中倒塌。
- 1991年：美國前總統傑拉爾德·福特於中華民國立法院發表演說。
- 1992年：菲律賓舉行大選，除了投票選出正副總統，還選出參眾兩院議員、省長和地方議員。結果前國防部長菲德尔·拉莫斯當選總統。
- 1996年：瓦盧傑航空592號班機於佛罗里达州一個沼澤墜毀，110人遇難。
- 1997年：美國IBM開發的深藍超級電腦在六局比賽中擊敗世界西洋棋錦標賽冠軍加里·卡斯帕羅夫。

### 21世紀
- 2002年：湖南省衡阳市南华附一医院发生恶性辱医伤医案，值班医生袁小平被殴打至重伤[1]
- 2005年：第一回南美、阿拉伯首領會議，閉幕時採用「巴西利亞宣言」。
- 2010年：英国保守党领袖戴维·卡梅伦接替戈登·布朗成为新一任英国首相，並與自由民主黨組成戰後英國首個聯合政府。
- 2022年：香港警務處國家安全處以違反《香港國家安全法》為由，拘捕陳日君、何韻詩等5名612人道支援基金信託人。
- 2023年：世界衛生組織宣布猴痘疫情不再構成國際關注的突發公共衛生事件。

## 出生
- 483年：查士丁尼一世，東羅馬帝國皇帝（565年逝世）
- 1571年：丹羽長重，日本安土桃山時代及江戶時代初期武將、大名（1637年逝世）
- 1733年：薇朵兒，法兰西王国公主（1799年逝世）
- 1856年：威廉·巴爾頓，英國工程師，被譽為「臺灣自來水之父」（1899年逝世）
- 1881年：西奧多·馮·卡門，匈牙利裔美國工程師、物理學家（1963年逝世）
- 1894年：瑪莎·葛蘭姆，美国編舞家（1991年逝世）
- 1900年：比里·帕儂榮，泰國政治人物，第7任泰國總理（1983年逝世）
- 1901年：羅斯科·傑克遜，美國罪犯，最後一個在美國被公開處決的人（1937年逝世）
- 1904年：萨尔瓦多·达利，西班牙超现实主义畫家（1989年逝世）
- 1906年：賈桂琳·科克倫，美國女飛行員，第一位駕駛飛機超越音障的女性（1980年逝世）
- 1916年：卡米洛·何塞·塞拉，西班牙作家、詩人（2002年逝世）
- 1918年：理查德·費曼，美國物理學家（1988年逝世）
- 1924年：尤金·登金，蘇聯－美國數學家（2014年逝世）
- 1924年：安東尼·休伊什，英國無線電天文學家，1974年諾貝爾物理學獎得主（2021年逝世）
- 1928年：洛夫，臺灣詩人，本名莫洛夫（2018年逝世）
- 1925年：威廉·葛拉瑟，美國心理學家（2013年逝世）
- 1930年：艾茲赫爾·戴克斯特拉，荷蘭電腦科學家（2002年逝世）
- 1936年：烏韋·澤勒，德國男子足球運動員（2022年逝世）
- 1939年：森田拳次，日本漫畫家（2024年逝世）
- 1953年：任達榮，前香港警務處副處長（行動）。
- 1953年：戈尔达娜·西莉娅诺夫斯卡-达夫科娃，北马其顿总统
- 1957年：玛丽娜·马哈迪，馬来西亞社会運動家、作家
- 1959年：臧金生，中國男演員
- 1963年：濱田雅功，日本搞笑藝人
- 1964年：提姆·布萊克·尼爾森，美國男演員、編劇、導演
- 1965年：斯蒂法诺·多梅尼卡利，意大利工程師
- 1967年：米斯拉夫·貝茲馬利諾維奇，克羅埃西亞男子水球運動員（2024年逝世）
- 1969年：王海燕，中國演員
- 1969年：陶紅，中國演員
- 1970年：尼基·凱特，美國男演員（2025年逝世）
- 1971年：張永剛，中國演員
- 1971年：楊鈺瑩，中國歌手
- 1971年：張寶春，香港足球運動員、教練
- 1976年：安志杰，香港演員
- 1977年：濱田聰，日本醫生、政治人物
- 1978年：周詠訓，臺灣藝人
- 1978年：莱蒂西娅·伽斯搭，法國著名女模特、演員
- 1979年：拉方扎·巴特勒，美國工會骨幹、政治人物
- 1981年：袁偉豪，香港無線電視演員
- 1981年：景浦大輔，日本男性聲優
- 1982年：杜章偉，臺灣職棒選手
- 1982年：陳凱怡，香港無線電視演員
- 1982年：科里·蒙蒂思，加拿大演員、歌手
- 1984年：安德烈斯·伊涅斯塔，西班牙著名足球運動員
- 1983年：朴喜本，韓國女演員
- 1983年：郭善英，韓國女演員
- 1985年：李毓芬，台灣歌手
- 1986年：阿布·迪亚比，科特迪瓦裔法國足球運動員
- 1987年：黃曉盈，香港體操運動員
- 1987年：任瑟雍，韓國男子偶像團體2AM成員
- 1988年：織田香織，日本女歌手
- 1989年：吉奥瓦尼·多斯桑托斯，墨西哥職業足球運動員
- 1990年：張曦雯，香港女主持
- 1991年：張哲瀚，中國男演員
- 1992年：朝井彩加，日本女演員、聲優
- 1992年：泰拔·高圖爾斯，比利時職業足球運動員
- 1992年：巴勃羅·薩拉比亞，西班牙職業足球運動員
- 1993年：廖杏茵，香港女性配音員
- 1994年：卡勒姆·克爾，蘇格蘭男演員、模特兒、音樂家
- 1995年：希拉·哈斯，以色列女演員
- 1995年：西莉拉可·鄺，泰國女演員
- 1996年：張語格，中國女子偶像團體SNH48成員
- 1999年：金泳均，韓國男子偶像團體SF9成員
- 1999年：莎賓娜·卡本特，美國女歌手、詞曲作家、演員
- 2000年：王楚欽，中國男子乒乓球運動員
- 2001年：昆拉武特·威提訕，泰國男子羽球運動員

## 逝世
- 1610年：利玛窦，明朝万历年间旅居中国的耶稣会传教士（1552年出生）
- 1778年：威廉·皮特，英國政治人物，曾任英國首相（1708年出生）
- 1812年：斯賓塞·珀西瓦爾，英國政治人物，前任英國首相（1762年出生）
- 1871年：約翰·赫歇爾，英國天文學家、數學家、化學家、攝影師（1792年出生）
- 1916年：卡爾·史瓦西，德國天文學家、物理學家（1873年出生）
- 1931年：勞倫·A·瑟斯頓，美國律師、政治家、商人（1858年出生）
- 1931年：芳賀鍬五郎，日本園藝家（1873年出生）
- 1934年：布萊斯·狄亞尼，法國政治人物（1872年出生）
- 1938年：馬庫斯·李·漢森，美國歷史學家（1892年出生）
- 1942年：萩原朔太郎，日本作家、詩人（1886年出生）
- 1944年：井手薰，日本建築師（1879年出生）
- 1950年：洛伊爾·哈伍德·弗羅斯特，美國天文學家（1879年出生）
- 1956年：沃尔特·亚当斯，美国天文学家（1876年出生）
- 1960年：小約翰·戴維森·洛克斐勒，美國慈善家（1874年出生）
- 1961年：小川未明，日本小説家、兒童文學作家（1882年出生）
- 1981年：巴布·馬利，牙買加唱作歌手，雷鬼樂鼻祖（1945年出生）
- 1995年：张炬，中國摇滚歌手（1970年出生）
- 2001年：道格拉斯·亞當斯，英國廣播劇作家、音樂家（1952年出生）
- 2004年：牛振华，中國演员（1956年出生）
- 2005年：伍宜孫，香港企業家（1900年出生）
- 2006年：弗洛伊德·帕特森，美国重量級拳击手（1935年出生）
- 2006年：張弘毅，臺灣作曲、編曲家，电影配樂者（1950年出生）
- 2007年：马列托亚·塔努马菲利二世，萨摩亚終身國家元首（1913年出生）
- 2012年：李子誦，香港新聞工作者（1912年出生）
- 2021年：萊斯特·沃爾夫，美國民主黨前眾議院議員（1919年出生）
- 2022年：夏琳·阿克利赫，巴勒斯坦记者，被以色列国防军枪杀（1971年出生）
- 2024年：高溪池，臺灣記者、作家（1932年出生）
- 2025年：罗伯特·本顿，美國導演、編劇、製片人（1932年出生）
- 2025年：維克托·格拉先科，俄羅斯經濟學家、政治人物（1937年出生）

## 节假日和习俗
- 印度：技術日（英语：Pokhran-II）
- 加拿大：尼斯迦族日
- 中華民國：國際沈文程日